# レストラン船

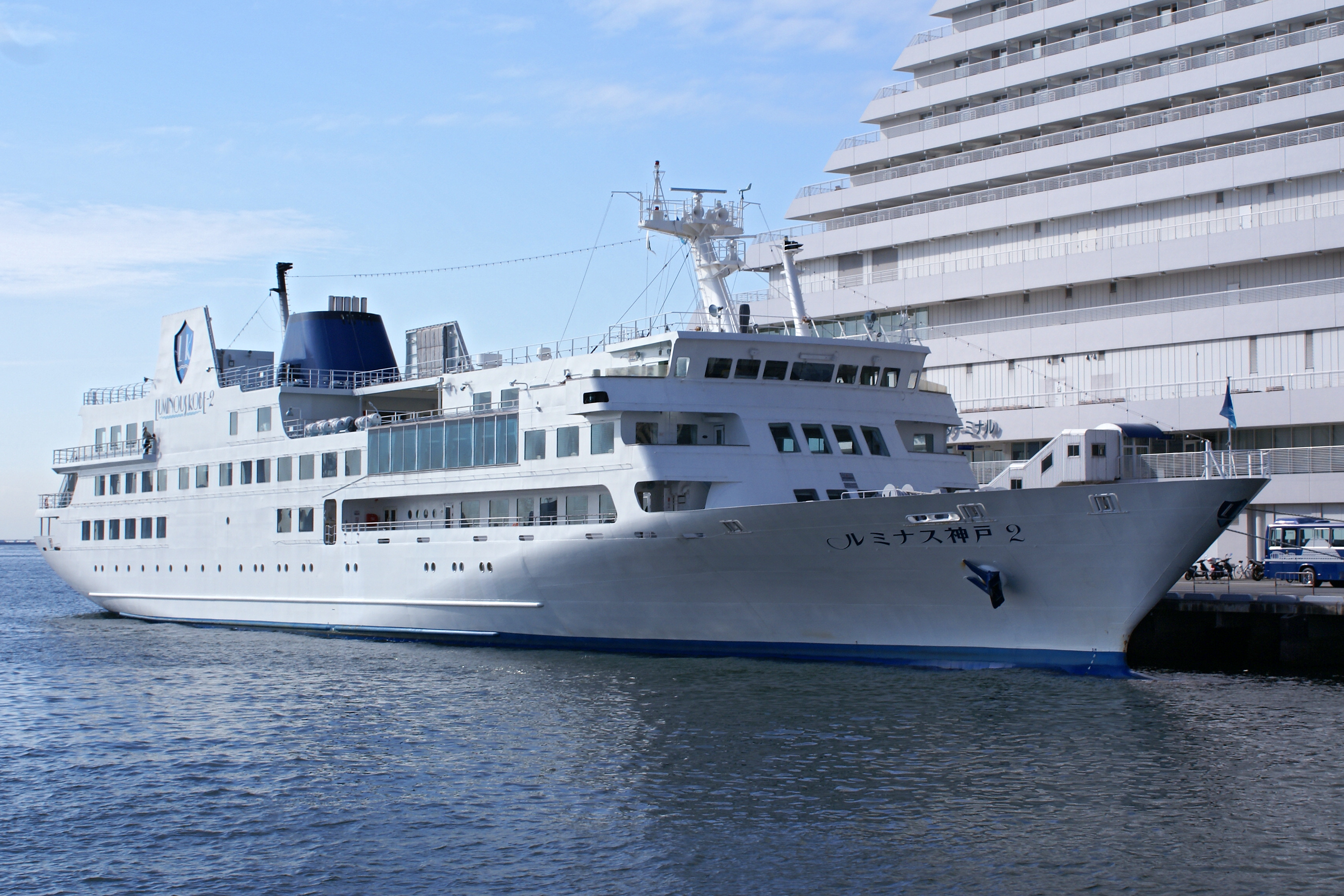
ルミナス神戸2

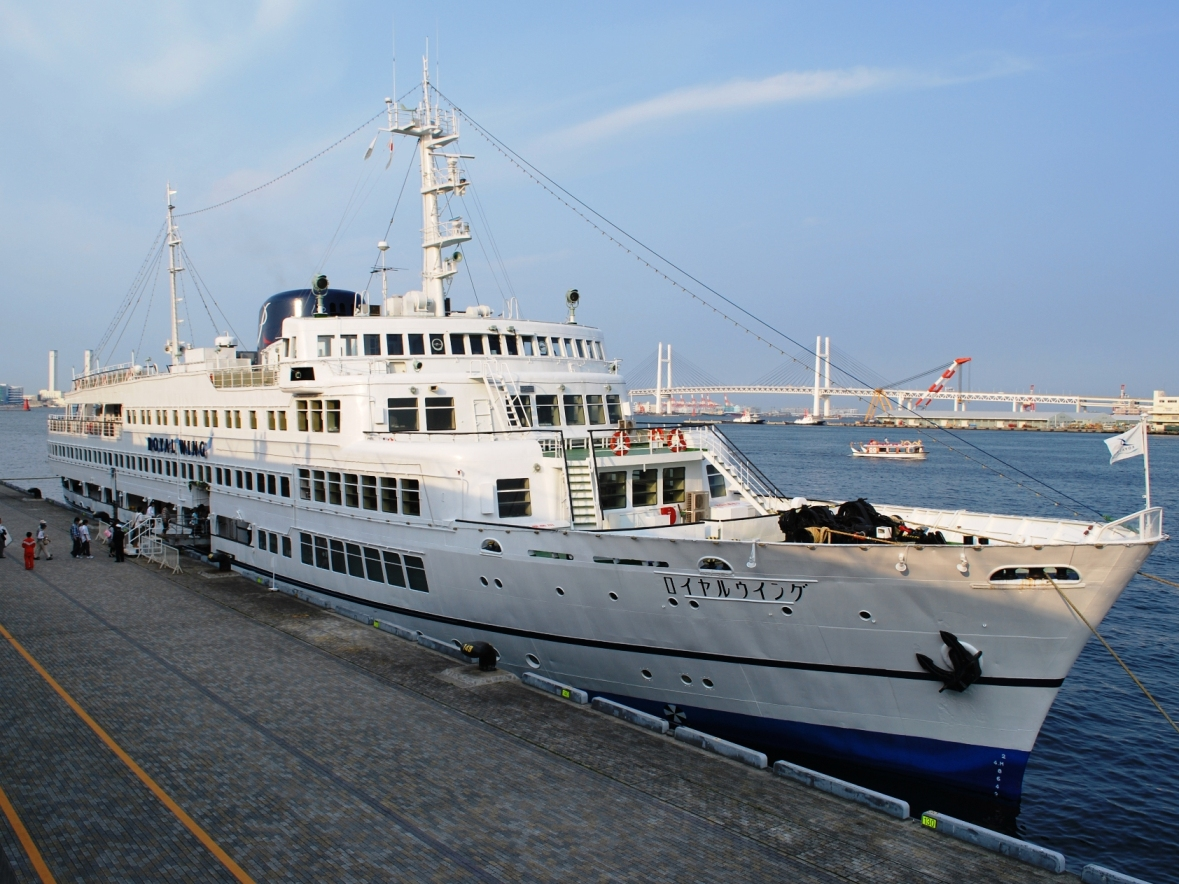
ロイヤルウイング

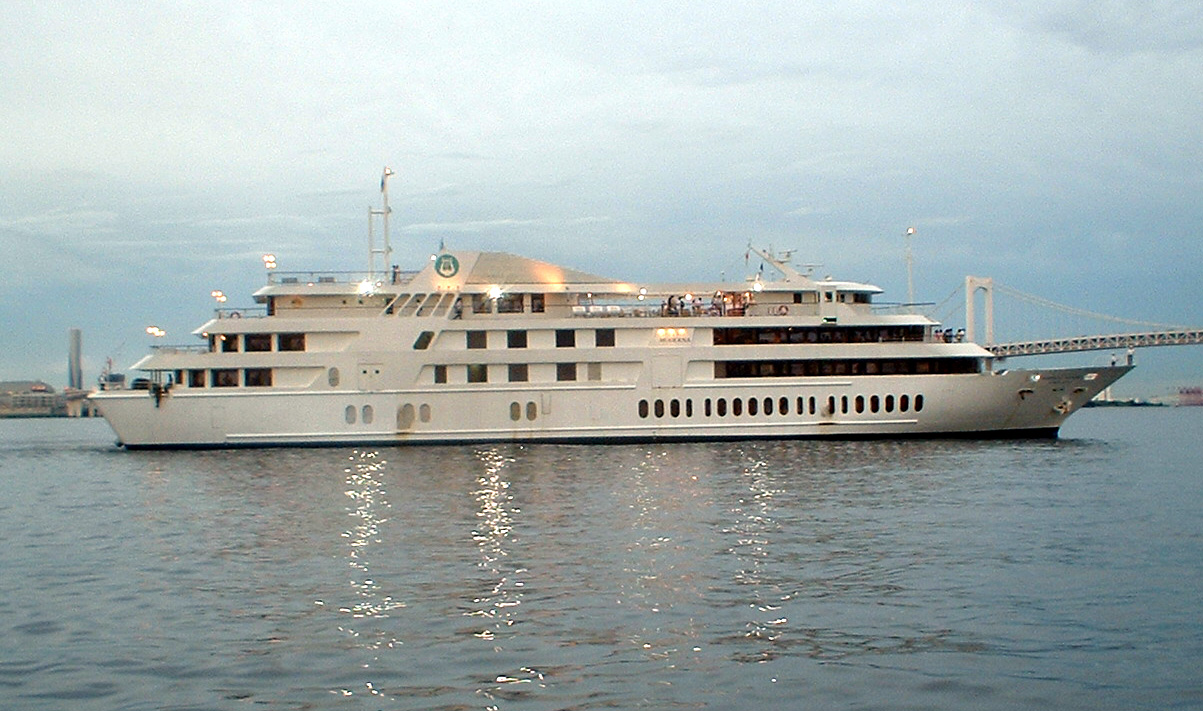
シンフォニーモデルナ

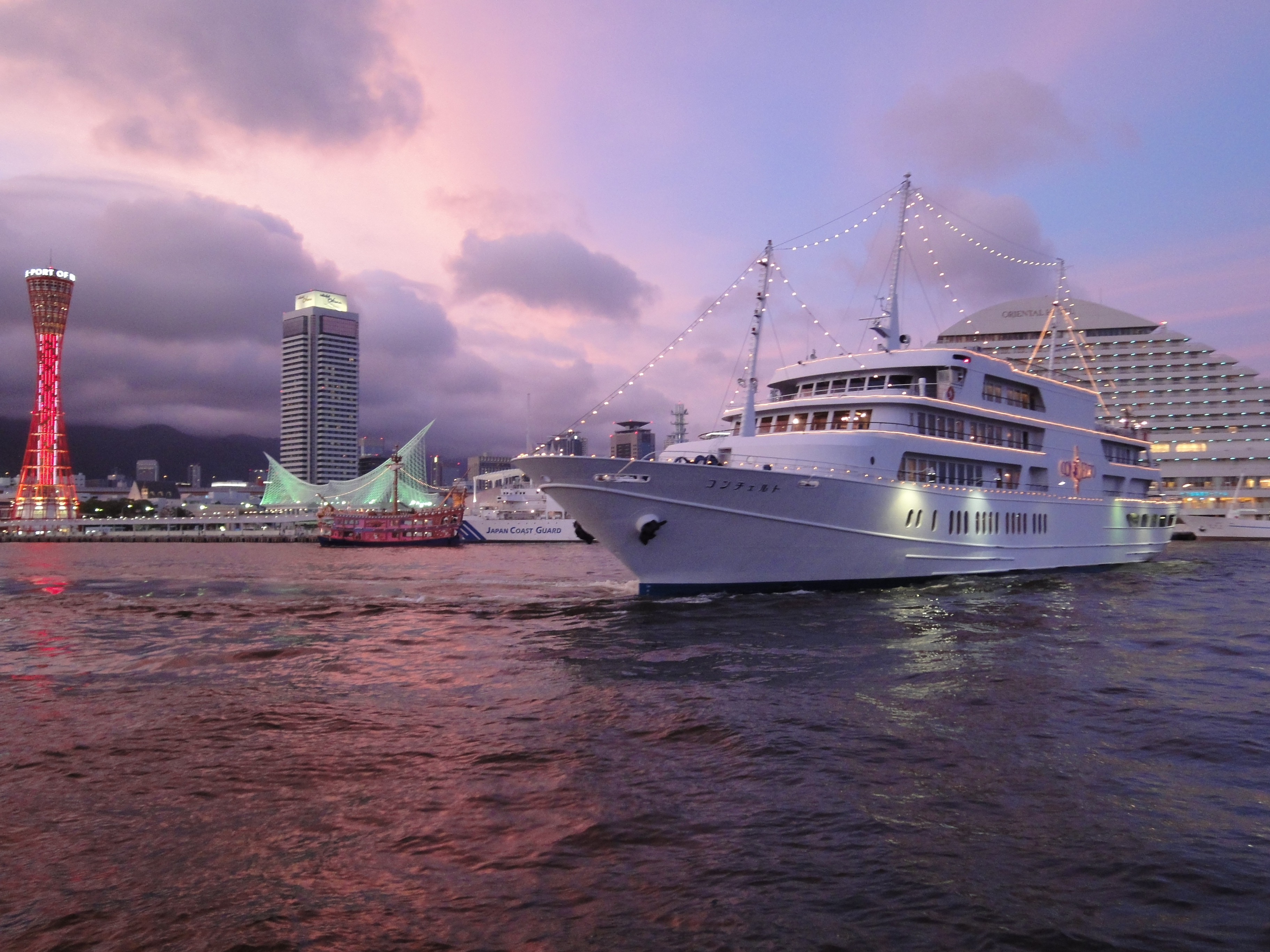
コンチェルト

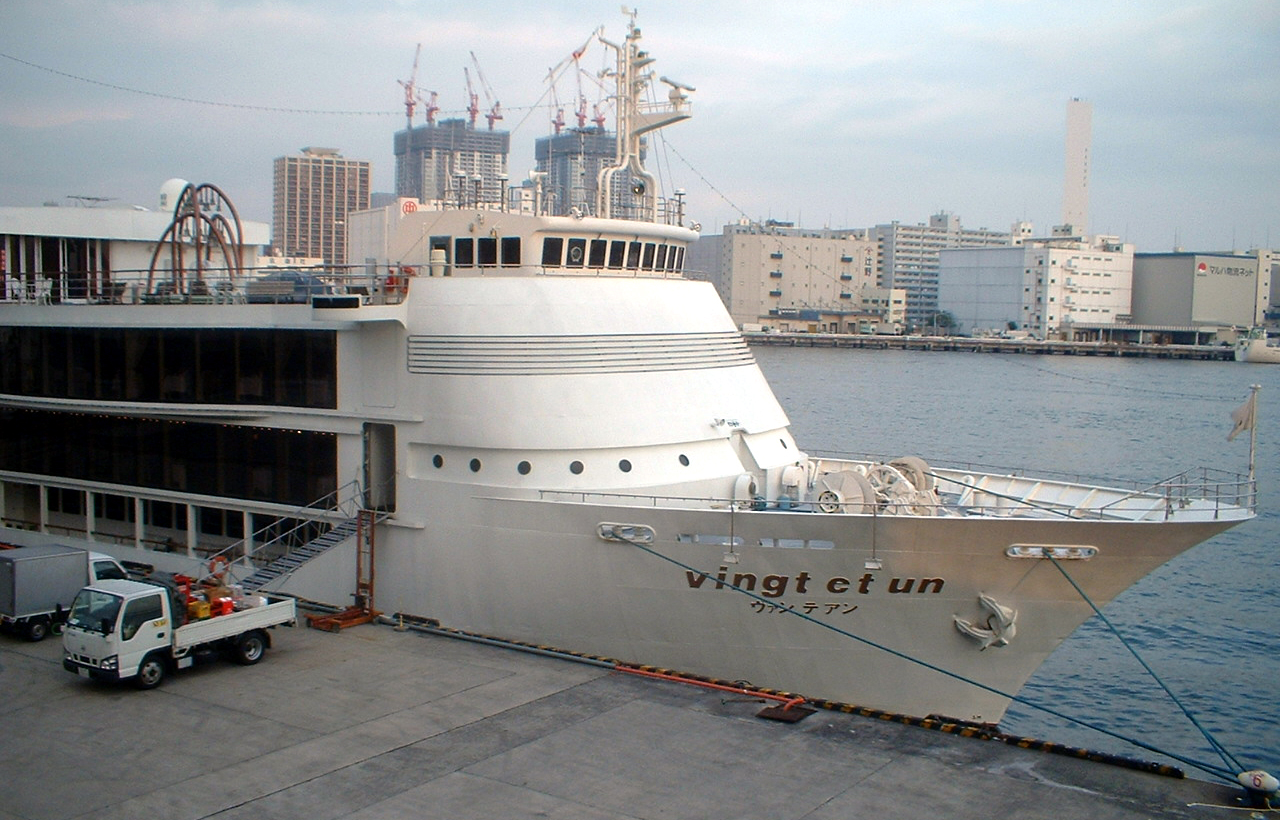
ヴァンテアン

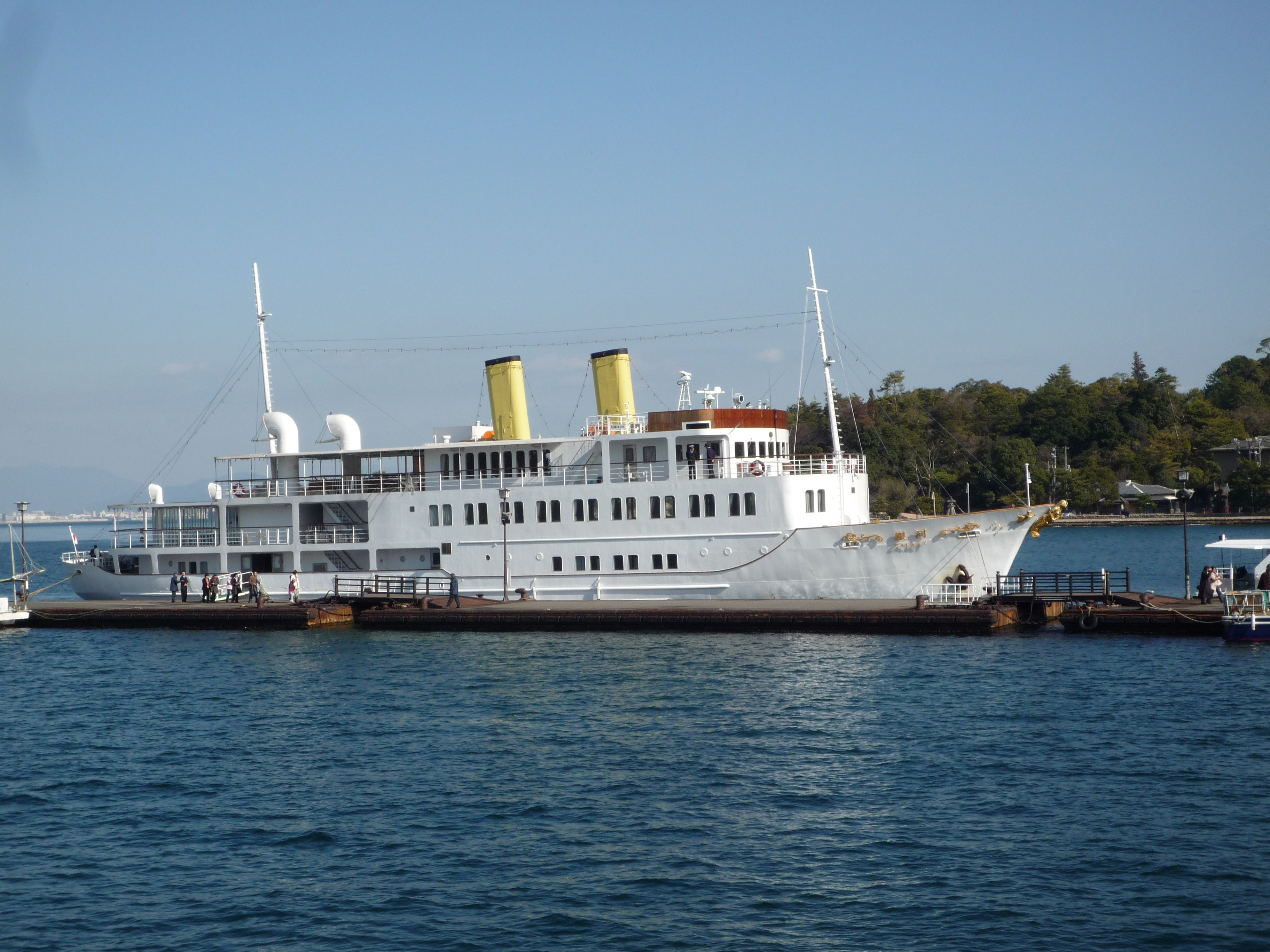
銀河

レストラン船（レストランせん）とは、出航地と帰港地が同じで、本格的なレストランを備え、レストラン以外のキャビンを持たない旅客船のこと。

## 概要
洋上の眺望を得ながらレストランでの食事やお茶を楽しむという目的に特化した客船で、クルーズ客船のランチタイムやディナータイム、ティータイムの楽しみを抜き出して提供するサービスのシステムともいえる。
一般に通常の遊覧船に比べて大型であり、パーティや船上ウエディングなどに利用されることも多い。
日本でのレストラン船の始まりとして、瀬戸内海汽船の南十字星（1979年）・銀河（1983年）などが記録に残されている。ちなみに周航船であるが、琵琶湖の外輪船ミシガン（総トン数940トン、旅客定員787名）は1981年に就航している。

## 日本の主要レストラン船
- ルミナス神戸2（神戸港） - 総トン数4,778トン、全長106.0m、全幅16m、巡航速力18.0ノット、定員1,000名
- シンフォニーモデルナ（東京港） - 、総トン数2,618トン、全長83.2m、全幅13m、巡航速力12.8ノット、定員600名
- コンチェルト（神戸港） -  総トン数2,138トン、全長74.0m、全幅13m、巡航速力12.0ノット、定員604名
- シンフォニークラシカ（東京港） - 、総トン数1,100トン、全長70.0m、全幅10.5m、巡航速力12.8ノット、定員450名
- マリーンルージュ（横浜港） -  総トン数683トン、全長52.1m、全幅9.8m、巡航速力13.0ノット、定員330名
- マリーンシャトル（横浜港） -  総トン数764トン、全長-、全幅-、巡航速力13.0ノット、定員391名
- モビーディック（那覇港） - 総トン数639トン、全長43.3m、全幅15.6m、巡航速力12.6ノット、定員410名
- 銀河（広島港） - 総トン数602トン、全長52.0m、全幅9.4m、巡航速力14.2ノット、定員 450名
- サンタマリア（大阪港） - 総トン数 566トン、帆船型、巡航速力12.0ノット、定員最大791名（ディナークルーズは315名）
- レディクリスタル（東京港） - 総トン数 346トン、全長 46.5m、全幅 8.8m、巡航速力12ノット、定員 170名
- ジーフリート（東京港） - 総トン数 51トン、全長 28.0m、全幅 5.68m、定員 100名
- マリエラ（博多港→ハウステンボス） - 総トン数 499トン、全長 40.0m、全幅 13.0m、巡航速力11ノット、定員 400名

### 運航終了
- ヴァンテアン（東京港） - 総トン数1,717トン、全長64.0m、全幅13.0m、巡航速力10.5ノット、定員690名(2020年6月30日運航終了)
- ロイヤルウイング（横浜港） -  総トン数2,872トン、全長86.7m、全幅13.4m、巡航速力16.4ノット、定員630名(2023年5月14日運航終了)

## アメリカ（ハワイ）の主要レストラン船
- スターオブホノルル
- ナバテック

## 香港アバディーンの水上レストラン船
- Jumbo（珍寶海鮮舫、2022年沈没）
- Tai Pak（太白海鮮舫、2020年閉鎖）
- Sea Palace（海角皇宮、売却）